# Натюрморт з фруктами (Муайон)
«Натюрморт з фруктами» (англ. Still Life with Fruit) — картина французької художниці Луїзи Муайон. Створена у 1637 році. Зберігається у Музеї Тіссен-Борнеміса в Мадриді (однак належить колекції Кармен Тіссен-Борнеміса).

## Опис
Ця робота вважається одним з найкращих творів найяскравішого періоду у творчому розвитку Луїзи Муайон. У порівнянні з її першими композиціями, більш простими, з бідною палітрою і менш пропрацьованим світлом, цей натюрморт написаний у вишуканому, ускладненому стилі. Освітлення чітко сконцентроване й направлене передусім на предмети в центрі полотна, тіні ж слугують для надання глибини простору. Багатство і гармонійність відтінків кольору урівноважують усю композицію. На картині зображені овочі та фрукти — артишоки, спаржа, полуниця, сливи і абрикоси. Художниця ретельно виписала й усе листя, гілки на кошику з фруктами.